# Thrinchostoma wellmani
Thrinchostoma wellmani là một loài Hymenoptera trong họ Halictidae. Loài này được Cockerell mô tả khoa học năm 1908.